# Egretta
Egretta es un género de aves pelecaniforme de la familia Ardeidae conocidas vulgarmente como garcetas o garcitas.

## Especies
El género Egretta incluye doce especies, algunas de las cuales son clasificadas en otros géneros por otros autores:
- Egretta picata (clasificada también en el género Ardea)[3] - Garceta pía
- Egretta novaehollandiae - Garceta cariblanca
- Egretta rufescens - Garceta rojiza
- Egretta ardesiaca - Garceta azabache
- Egretta vinaceigula - Garceta gorgirroja
- Egretta tricolor - Garceta tricolor
- Egretta caerulea - Garceta azul
- Egretta thula - Garcita nívea
- Egretta garzetta - Garceta común
- Egretta gularis - Garceta costera occidental
- Egretta sacra - Garceta de arrecife
- Egretta eulophotes - Garceta china

La garceta dimórfica (Egretta garzetta dimorpha) es, para algunos autores, una especie independiente y no una subespecie de la garceta común (Egretta garzetta).
Según algunos autores, la garza mediana (Mesophoyx intermedia) debe clasificarse en el género Egretta.